# Leon Abramson
Leon Abramson, conocido como Lee Abrams (6 de enero de 1925 - 20 de abril de 1992)  fue un baterista de jazz estadounidense. 

## Primeros años de vida
Nació en la ciudad de Nueva York y se crio en Brooklyn. Su padre tocaba el violín y el clarinete. Su hermano, Ray Abrams, era saxofonista de jazz. 

## Carrera
Se unió al ejército de los Estados Unidos en 1943 y fue dado de baja en 1946.  Durante su carrera, tocó con Roy Eldridge. En 52nd Street, tocó con Coleman Hawkins, Eddie Lockjaw Davis y Jay Jay Johnson.